# Dryomyia cocciferae
Dryomyia cocciferae är en tvåvingeart som först beskrevs av Élie Marchal 1897.  Dryomyia cocciferae ingår i släktet Dryomyia och familjen gallmyggor. Inga underarter finns listade i Catalogue of Life.